# Waterzooi

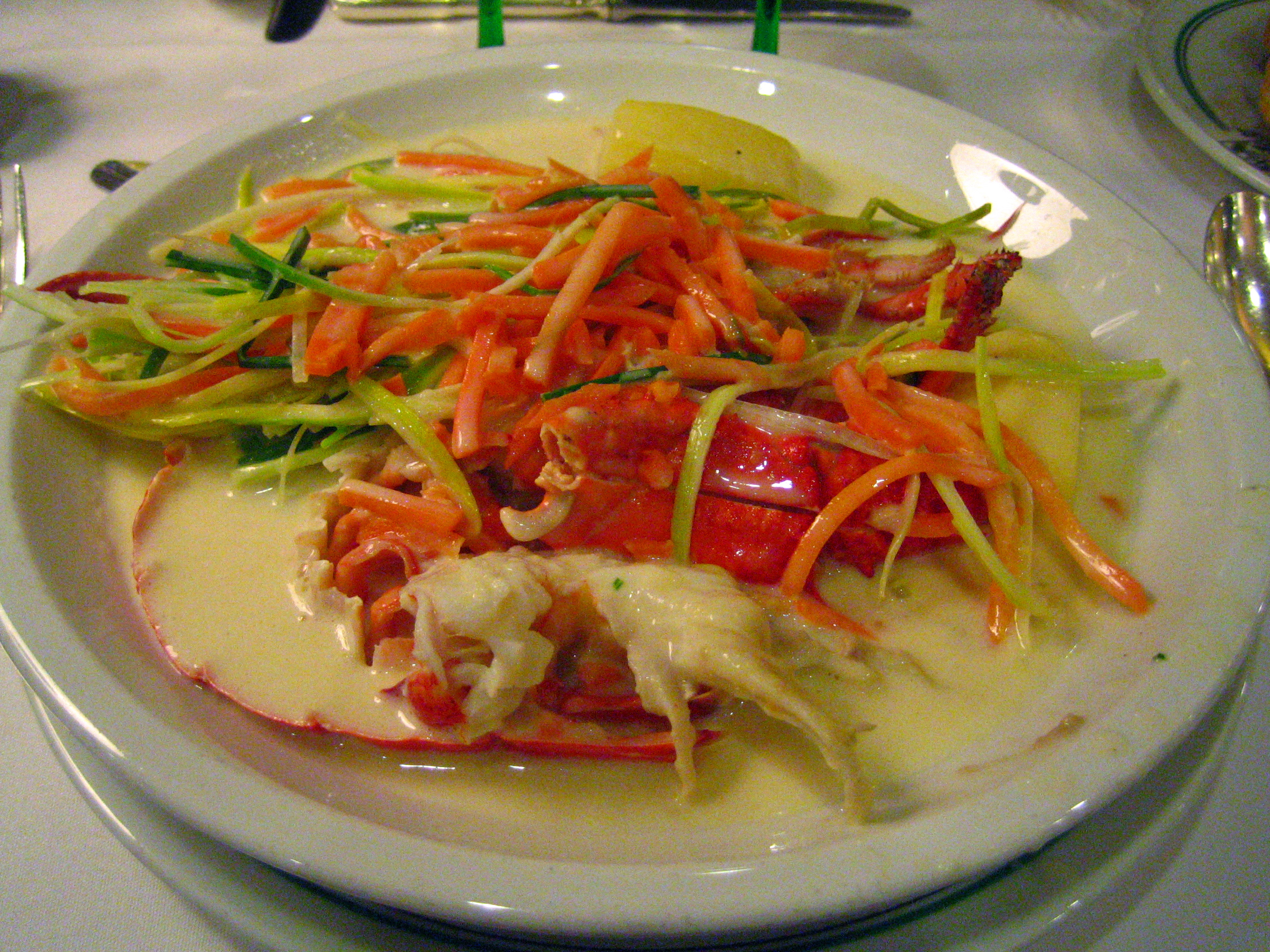
Waterzooi tôm hùm

Waterzooi là một món hầm từ Bỉ và có nguồn gốc ở Flanders. Nửa sau của tên bắt nguồn từ tiếng Hà Lan "sode", "zo(o)de" và "soot",đề cập đến những hành động luộc hoặc các nguyên liệu bị luộc. Đôi khi người ta gọi nó là Gentse Waterzooi mà đề cập đến thị trấn Ghent của Bỉ nơi mà nó bắt nguồn. Món ăn ban đầu là thường làm từ cá, nước mặn hoặc nước ngọt (gọi là Viszooitje), mặc dù ngày nay waterzooi gà (Kippenwaterzooi) phổ biến hơn. Giả thuyết được chấp nhận là các con sông xung quanh Ghent đã trở nên quá ô nhiễm và cá ở đó biến mất. Người ta nói rằng nó là món ăn yêu thích của Karl V của Thánh chế La Mã, người sinh ra ở Ghent.

## Các loại
Tất cả các phiên bản đều dựa trên một loại súp từ lòng đỏ trứng, kem sữa và nước dùng rau. Món hầm này bao gồm cá hoặc gà, cà rốt, hành tây, cần tây, tỏi tây, khoai tây và các loại rau thơm như mùi tây, cỏ xạ hương, nguyệt quế và xô thơm.

### Cá
Ban đầu, cá tuyết sông đã được sử dụng nhưng loài cá này đã hoàn toàn biến mất khỏi các con sông cho đến khi gần đây nó trở lại do cho những nỗ lực bảo tồn. Ngày Nay, cá loại cá như lươn, cá chó, cá chép và cá vược được sử dụng, mặc dù các cá khác như cá tuyết, hay cá bơn có thể được sử dụng. Món Gentse Waterzooi van Tarbot bao gồm cá scophthalmus maximus.

### Thịt
Thịt gà là một sự thay thế phổ biến cho cá trong công thức này, mặc dù các nguyên liệu còn lại vẫn như cũ.